# تسارواتس
تسارواتس (به صربی: Carevac) یک روستا در صربستان است که در ولیکو گردیشت واقع شده‌است. تسارواتس ۸۹۹ نفر جمعیت دارد.